# カルメン・ムジンスキー
- カルメン・ムロジンスキー
- カルメン・ムロージンスキー
- カルメン・モジンスキー

カルメン・アレクサンダー・ムジンスキー（Carmen Alexander Mlodzinski, 1999年2月19日 - ）は、アメリカ合衆国サウスカロライナ州ビューフォート郡ヒルトンヘッドアイランド出身のプロ野球選手（投手）。右投右打。MLBのピッツバーグ・パイレーツ所属。
メディアによっては「ムロジンスキー」、「ムロージンスキー」、「モジンスキー」と表記されることもある。

## 経歴
2020年のMLBドラフト戦力均衡ラウンドA（全体31位）でピッツバーグ・パイレーツから指名され、プロ入り。この年はCOVID-19の影響でマイナーリーグの試合が開催されなかったため、公式戦の登板は無かった。
2021年、傘下のA級グリーンズボロ・グラスホッパーズでプロデビュー。AAA級インディアナポリス・インディアンスでもプレーし、2チーム合計で15試合（先発14試合）に登板して2勝4敗、防御率3.96、66奪三振を記録した。オフにはアリゾナ・フォールリーグに参加し、ピオリア・ハベリーナズに所属した。
2022年はAA級アルトゥーナ・カーブでプレーし、27試合（先発22試合）に登板して6勝8敗 、防御率4.78、111奪三振を記録した。
2023年はAAA級インディアナポリスで開幕を迎えた。6月16日にメジャー契約を結んでアクティブ・ロースター入りし、同日のミルウォーキー・ブルワーズ戦でメジャーデビュー。この年メジャーでは35試合に登板して3勝3敗1セーブ、防御率2.25、34奪三振、10ホールドを記録した。

## 投球スタイル
沈む速球と、パイレーツでの同僚であるミッチ・ケラー直伝のスイーパーを武器としている。

## 詳細情報

### 年度別投手成績
| 年 度    | 球 団    | 登 板 | 先 発 | 完 投 | 完 封 | 無 四 球 | 勝 利 | 敗 戦 | セ 丨 ブ | ホ 丨 ル ド | 勝 率 | 打 者 | 投 球 回 | 被 安 打 | 被 本 塁 打 | 与 四 球 | 敬 遠 | 与 死 球 | 奪 三 振 | 暴 投 | ボ 丨 ク | 失 点 | 自 責 点 | 防 御 率 | W H I P |
| -------- | -------- | ----- | ----- | ----- | ----- | -------- | ----- | ----- | -------- | ----------- | ----- | ----- | -------- | -------- | ----------- | -------- | ----- | -------- | -------- | ----- | -------- | ----- | -------- | -------- | ------- |
| 2023     | PIT      | 35    | 1     | 0     | 0     | 0        | 3     | 3     | 1        | 10          | .500  | 152   | 36.0     | 28       | 9           | 18       | 1     | 1        | 34       | 0     | 0        | 14    | 9        | 2.25     | 1.27    |
| MLB：1年 | MLB：1年 | 35    | 1     | 0     | 0     | 0        | 3     | 3     | 1        | 10          | .500  | 152   | 36.0     | 28       | 9           | 18       | 1     | 1        | 34       | 0     | 0        | 14    | 9        | 2.25     | 1.27    |

- 2023年度シーズン終了時

### 背番号
- 50（2023年 - ）